# الطاقة في بولندا

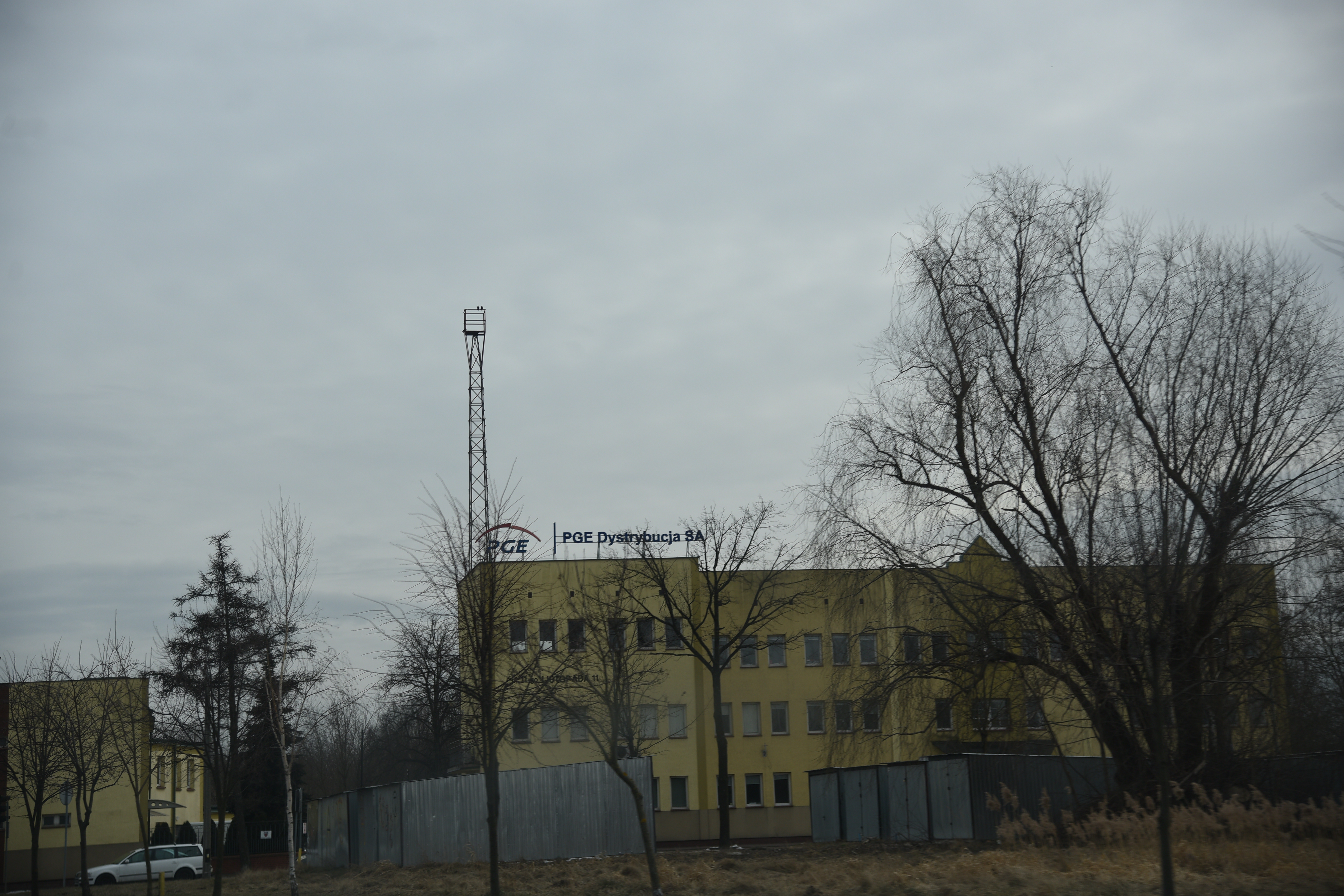
مركز الطاقة في بولندا: تطورات قطاع الطاقة في بيلسك بودلاسك 2022

يعد قطاع الطاقة البولندي خامس أكبر قطاع في أوروبا. بحلول نهاية عام 2023، بلغت القدرة المركبة لتوليد الطاقة 55.216 جيجاوات، بينما بلغ استهلاك الكهرباء في ذلك العام 167.52 تيراواط/ساعة وبلغت الطاقة المنتجة 163.63 تيراواط/ساعة، مع 26% من هذا من مصادر الطاقة المتجددة.
بالتفصيل، تقدم البيانات ما يلي (التغييرات السنوية من عام 2022 بين قوسين):
- القدرة الإنتاجية المركبة: 55.216 جيجاوات (زيادة بنسبة 9.82%)
- استهلاك الكهرباء: 167.52 تيراواط/ساعة (3.44%)
- توليد الكهرباء: 163.63 تيراواط/ساعة (انخفاض محايد بنسبة 6.58%)
  - الطاقة المتجددة: 39.42 تيراواط/ساعة (زيادة بنسبة 34.72%)
    - طاقة الرياح: 22.12 تيراواط/ساعة (زيادة بنسبة 20.18%)
    - الطاقة الشمسية: 13.22 تيراواط/ساعة
    - الكتلة الحيوية: 2.12 تيراواط/ساعة
    - الطاقة الكهرومائية: 1.81 تيراواط/ساعة
- الوقود الأحفوري:
- الفحم الصلب: 76.61 تيراواط/ساعة (12.71%)
- الليغنيت: 34.57 تيراواط/ساعة ( 26.41%)
- الغاز: 13.65 تيراواط/ساعة (انخفاض بنسبة 36.48%)
- النفط: 2.54 تيراواط/ساعة

## خطة الطاقة البولندية لعام 2040
تتلخص سياسات الطاقة والمناخ في بولندا بشكل أساسي في وثيقتين: الخطة الوطنية للطاقة والمناخ، وهي إلزامية لجميع دول الاتحاد الأوروبي، والسياسة الوطنية للطاقة 2040 (EPP2040). تحدد الخطة الوطنية للطاقة والمناخ السياسات والتدابير اللازمة لبولندا لتحقيق أهداف قطاع الطاقة كما هو منصوص عليه في توجيهات الاتحاد الأوروبي. في الوقت نفسه، تعمل الخطة الوطنية للطاقة والمناخ 2040 كإطار وطني للتحول في مجال الطاقة في البلاد، بما يتماشى مع الخطة الوطنية للطاقة والمناخ، بهدف وضع البلاد على مسار اقتصاد خالٍ من الكربون.
PEP2040 هي خطة حكومية لقطاع الوقود والطاقة البولندي، والتي تشمل توسيع قدرة الطاقة المتجددة، وبناء مزارع الرياح البحرية، وتشغيل محطة للطاقة النووية. اعتُمدت الخطة في فبراير 2021، بهدف معالجة تغير المناخ، وأمن الطاقة، والانتقال العادل. تهدف بولندا إلى بناء ما بين 6 و9 جيجاوات من الطاقة النووية بحلول عام 2040، مع تشغيل أول مفاعل بحلول عام 2032 أو 2033.
في عام 2009، أنتجت بولندا 78 ميغا طن من الفحم الصلب و57 ميغا طن من الفحم البني. اعتبارًا من عام 2020، أصبح الاستخراج صعبًا ومكلفًا بشكل متزايد، وأصبح غير تنافسي وبالتالي يعتمد على إعانات الحكومة. في سبتمبر 2020، وافقت الحكومة ونقابات التعدين على خطة للتخلص التدريجي من الفحم بحلول عام 2049، مع انخفاض الفحم المستخدم في توليد الطاقة إلى مستويات لا تذكر في عام 2032.

## الوقود الأحفوري
تزود محطة توليد الطاقة Bełchatów في لودز نحو 20% من طاقة بولندا. إنها أكبر محطة طاقة تعمل بالفحم البني في الاتحاد الأوروبي، وهي أيضًا أكبر مصدر لانبعاثات ثاني أكسيد الكربون في المنطقة.
في عام 2020، لعب الفحم دورًا مهمًا في مزيج الطاقة في بولندا، حيث شكل 69.5% من إنتاج الطاقة في البلاد و68.5% من مصادر توليد الكهرباء. كما شكل 40.2% من إجمالي إمدادات الطاقة (تي إس أس). كان الجزء الأكبر من استهلاك الفحم في توليد الكهرباء والحرارة، حيث مثل 75.6% من إجمالي الطلب. يليه القطاع الصناعي، بنسبة 14.5%، وكانت المباني مسؤولة عن 9.9% من استخدام الفحم.